# هيكتور فينتورا
هيكتور فينتورا (بالإسبانية: Héctor Ventura)‏ هو لاعب هوكي الحقل مكسيكي، ولد في 7 سبتمبر 1944.

## وصلات خارجية
- هيكتور فينتورا على موقع أوليمبيديا (الإنجليزية)